# Pavlov (Jihlavai járás)
Pavlov település Csehországban, a Jihlavai járásban. Pavlov Otín, Dlouhá Brtnice, Panenská Rozsíčka, Nevcehle, Třešť és Stará Říše településekkel határos. Lakosainak száma 409 fő (2024. január 1.).

## Népesség
A település lakosságának változását az alábbi diagram mutatja:
| Lakosok száma | 768  | 801  | 766  | 587  | 488  | 419  | 435  | 431  | 401  | 409  |
|               | 1869 | 1890 | 1921 | 1950 | 1980 | 2001 | 2017 | 2019 | 2022 | 2024 |